# Арутюнов, Сергей Александрович
Серге́й Алекса́ндрович Арутю́нов (1 июля 1932, Тбилиси —  21 декабря 2023) — советский и российский этнолог, этнограф, археолог, социальный антрополог, историк; доктор исторических наук, член-корреспондент АН СССР (1990) и Российской академии наук (1991). Заведующий отделом народов Кавказа в Институте этнологии и антропологии РАН, профессор МГУ.

## Биография
Родился в семье служащих. Отец, Александр Сергеевич Арутюнов, происходил из армянской семьи купцов, виноделов и виноторговцев — выходцев из Карабаха, придерживавшихся исповедания Армянской апостольской церкви. Мать, Ольга Петровна Саломон, принадлежала русской дворянской семье, которая происходила от печенегов, крестившихся в XII веке в Венгрии. Этническое самосознание Сергея Арутюнова сформировалось в самом раннем возрасте. Позже в одном из интервью он говорил: 
Сознание того, что я армянин, не покидало меня никогда.
Когда в 1944 году Сергею едва исполнилось 12 лет — умерли его мать и бабушка, а отец вернулся с полей сражений Великой Отечественной войны ослепшим. Как позже вспоминал учёный: То был момент невероятных трудностей, чудовищного жизненного перелома, когда я понял, что вдруг, в одночасье стал взрослым. Однако в это же время Арутюнов осознал, что его призвание — востоковедение, своеобразным стимулом к выбору которого послужил переезд в Тбилиси тёти Сони. Вдова бывшего капитана дальнего следования привезла с собой множество японских вещей, купленных её супругом. Увидев все эти вещи, подросток сделал свой выбор.
Окончив школу, в 1950 году Сергей Арутюнов поступил на японское отделение в Московский институт востоковедения. Окончив его с отличием в 1954 году, поступил в аспирантуру Института этнографии. С 1956 года занимался разработкой алгоритма русско-японского перевода в Институте точной механики и вычислительной техники.
В 1957 году, после того как в Москве прошёл VI Всемирный фестиваль молодёжи и студентов, Арутюнов примкнул к чукотской экспедиции М. Г. Левина, где работал до 1987 года. В ходе работ в составе экспедиции исследователь разработал типологическую схему гарпунных наконечников, более тысячи которых было найдено в двух могильниках. Арутюнов распределил их по группам, выявив их встречаемость и сочетаемость и придя к заключениям, что они собой представляли, как были увязаны с хронологией, экологией, родовой структурой населения. Позднее на основе данных, полученных в экспедиции, были написаны труды «Уэленский могильник» (1969) и «Эквенский могильник» (1975).
В 1962 году под руководством М. Г. Левина защитил кандидатскую диссертацию «Древний восточноазиатский и айнский компоненты в этногенезе японцев».
1968 год ознаменовался выходом книги Арутюнова «Современный быт японцев», в которой на основании обширного этнографического материала выявлены закономерности взаимодействий традиционной и так называемой интернациональной культур. В 1969 году в соавторстве с Г. Е. Светловым вышла книга «Старые и новые боги Японии», а в 1970 году Арутюнов защитил докторскую диссертацию «Процессы изменения и развития в современной бытовой японской культуре». В этот период жизни он совершил ряд экспедиций: на Печору, на Обь и Енисей, в Японию, в Армению и Индию. Несмотря на то что Арутюнов крайне редко возвращался к кабинетному образу жизни, именно в это время возникла самая известная из выдвинутых им концепций — информационная теория этноса. Впервые она была сформулирована в написанной совместно с Н. Н. Чебоксаровым статье «Передача информации как механизм существования этносоциальных и биологических групп человечества», вышедшей в свет в 1972 году в «Расах и народах».
К середине 1960-х годов у молодого востоковеда завязались тесные профессиональные отношения с армянскими коллегами. В течение последующих лет эти отношения углублялись и развивались. По этому поводу Арутюнов говорил следующее: Я убеждён, что грузинские и армянские интеллигенты были одновременно и русскими интеллигентами, именно русскими, а не российскими. Наша культурная трагедия заключается в разведении этих понятий. Из-под его пера вышли десятки работ, посвящённые проблемам Кавказа в целом и культуры армянского этноса в частности.
В 1980-е годы продолжают появляться публикации результатов длительных экспедиционных выездов. На основе армянских исследований в 1983 году в соавторстве с Э. С. Маркаряном, Ю. И. Мкртумяном и другими участниками комплексного исследования вышла монография «Культура жизнеобеспечения и этнос». С. А. Арутюнов выступал редактором и соавтором сборников материалов по этногенезу и этнической истории народов Южной Азии, куда вошли уникальные данные индийско-советских экспедиций — «Истоки формирования современного населения Южной Азии» и «Этногенез и этническая история народов Южной Азии». В марте 1984 года Арутюнов выступил на конференции в Осаке с докладом о параллелях в процессах урбанизации Японии и Армении, опубликованном на японском языке в книге «Тосики-но-буммэйгаку» («Культурология урбанизации», Токио, 1985). Четыре года спустя публикуется монография «Народы и культуры», где подробно описана ещё одна важнейшая общая культурная закономерность — ареальная стабильность, подкреплённая материалами лингвистических, археологических и этнографических исследований культурных ареалов Японии. В 2000 году книга «Народы и культуры» в переработанном и дополненном виде была издана в США под названием «Культуры, традиции и их развитие и взаимодействие» («The Edwin Mellen Press», Lewiston — Queenston — Lampeter).
Отойдя от японской тематики и обратившись к Кавказу, Арутюнов с 1985 года по настоящее время является заведующим отделом Кавказа в Институте этнологии и антропологии им. Н. Н. Миклухо-Маклая. 15 декабря 1990 года был избран членом-корреспондентом АН СССР по Отделению истории (специальность «всеобщая история»). В 1991—1997 годах — заместитель академика-секретаря Отделения истории РАН. Первый президент Ассоциации этнологов и антропологов России (1990—1994).
В ноябре 2003 года в сотрудничестве с Международным научно-исследовательским институтом народов Кавказа организовал и провёл Конгресс кавказоведов в Нахабино. На этом Конгрессе удалось собрать более ста этнографов, социологов, религиоведов изо всех регионов Кавказа, как Северного, так и Южного, и более 30 гостей из дальнего зарубежья. В работе его также приняли участие десятки московских и петербургских учёных.
Псевдоним (никнейм) ученого в интернете — gusaba, что в переводе с японского значит «влекущий колесницу глупости».
Скончался 21 декабря 2023 года.

### Семья
- отец — Александр Сергеевич Арутюнов, инженер;
- мать — Ольга Петровна Саломон, микробиолог;
- жена — Наталья Львовна Жуковская, этнограф.

## Основные работы
Автор более 490 научных публикаций, в том числе 15 монографий (как индивидуальных, так и в соавторстве). Один из авторов «Атеистического словаря».
- Современный быт японцев. — М., 1968.
- Старые и новые боги Японии. — М., 1968. (в соавт. с Г. Е. Светловым). Пер. на польский яз.: Starzy i nowi bogowie Japonii. Warszawa, 1973.
- Древние культуры азиатских эскимосов. — М., 1969. (в соавт. с Д. А. Сергеевым).
- Проблемы этнической истории Берингоморья. — М., 1975. (в соавт. с Д. А. Сергеевым).
- Этнография питания народов стран Зарубежной Азии. — М., 1981. Отв. ред.
- «Китовая аллея». Древности островов пролива Сенявина. — М. 1982 (в соавт. с И. И. Крупником и М. А. Членовым)
- Культура жизнеобеспечения и этнос. — Ереван, 1983. (в соавт. с Э. С. Маркаряном).
- У берегов Ледовитого океана. — М., 1984.
- Святые реликвии: миф и действительность. — М., 1987. (в соавт. с Н. Л. Жуковской).
- В краю гор, садов и виноградников. — М., 1987. (в соавт. с В. П. Кобычевым).
- Народы и культуры: развитие и взаимодействие. — М., 1989.
- Япония: народ и культура. — М., 1991. (в соавт. с Р. Ш. Джарылгасиновой).
- Древнейший народ Японии: судьбы племени айнов. — М., 1992. (в соавт. с В. Г. Щебеньковым).
- Народы Кавказа. Антропология, лингвистика, хозяйство. — М., 1994 (в соавт. с М. Г. Абдушелишвили, Б. А. Калоевым.)
- Культуры, традиции, их развитие и взаимодействие. — Люистон, 2002. Изд-во Эдвин Меллен Пресс.
- Культурная антропология. — М.: Весь мир, 2004. (в соавт. с С. И. Рыжаковой).
- Силуэты этничности на цивилизационном фоне. — М.: ИНФРА-М, 2012.

## Награды
- Медаль ордена «За заслуги перед Отечеством» II степени (2003)
- Благодарность Президента Российской Федерации (5 февраля 2024) — за заслуги в развитии отечественной науки, многолетнюю плодотворную деятельность и в связи с 300-летием со дня основания Российской академии наук[5]
- Почётная грамота Российской академии наук (27 апреля 2023) — за плодотворный труд на благо российской науки, значительный вклад в исследование этнической и социальной истории, культуры народов мира и ранних этапов происхождения человечества, за выдающийся вклад в развитие мировой этнологии и антропологии и в связи с 90-летием основания федерального государственного бюджетного учреждения науки Ордена Дружбы народов Института этнологии и антропологии им. Н.Н. Миклухо-Маклая Российской академии наук